# Nuculana penderi
Nuculana penderi är en musselart som först beskrevs av Dall och Bartsch 1910.  Nuculana penderi ingår i släktet Nuculana och familjen tandmusslor. Inga underarter finns listade i Catalogue of Life.